# Casele de Cultură Studențești
Casele de Cultură ale Studenților (CCS)
-	oferă tinerilor din marile centre universitare o alternativă de petrecere a timpului liber, printr-o multitudine de activități ce vin în completarea preocupărilor de ordin profesional ale studenților
-	organizează evenimente cultural-artistice, educative, de informare și de divertisment: spectacole, concerte, simpozioane, conferințe, proiecții, recitaluri de poezie, expoziții, baluri ale bobocilor în  colaborare cu instituții de cultură și artă și universități.
Aceste Case de Cultură ale Studenților există doar în marile centre universitare: Alba Iulia, Brașov, București, Cluj Napoca, Craiova, Galați, Iași, Petroșani, Pitești, Ploiești, Reșița, Sibiu, Târgu Mureș, Timișoara. (vezi detalii la județe)